# Tijana Bogićević

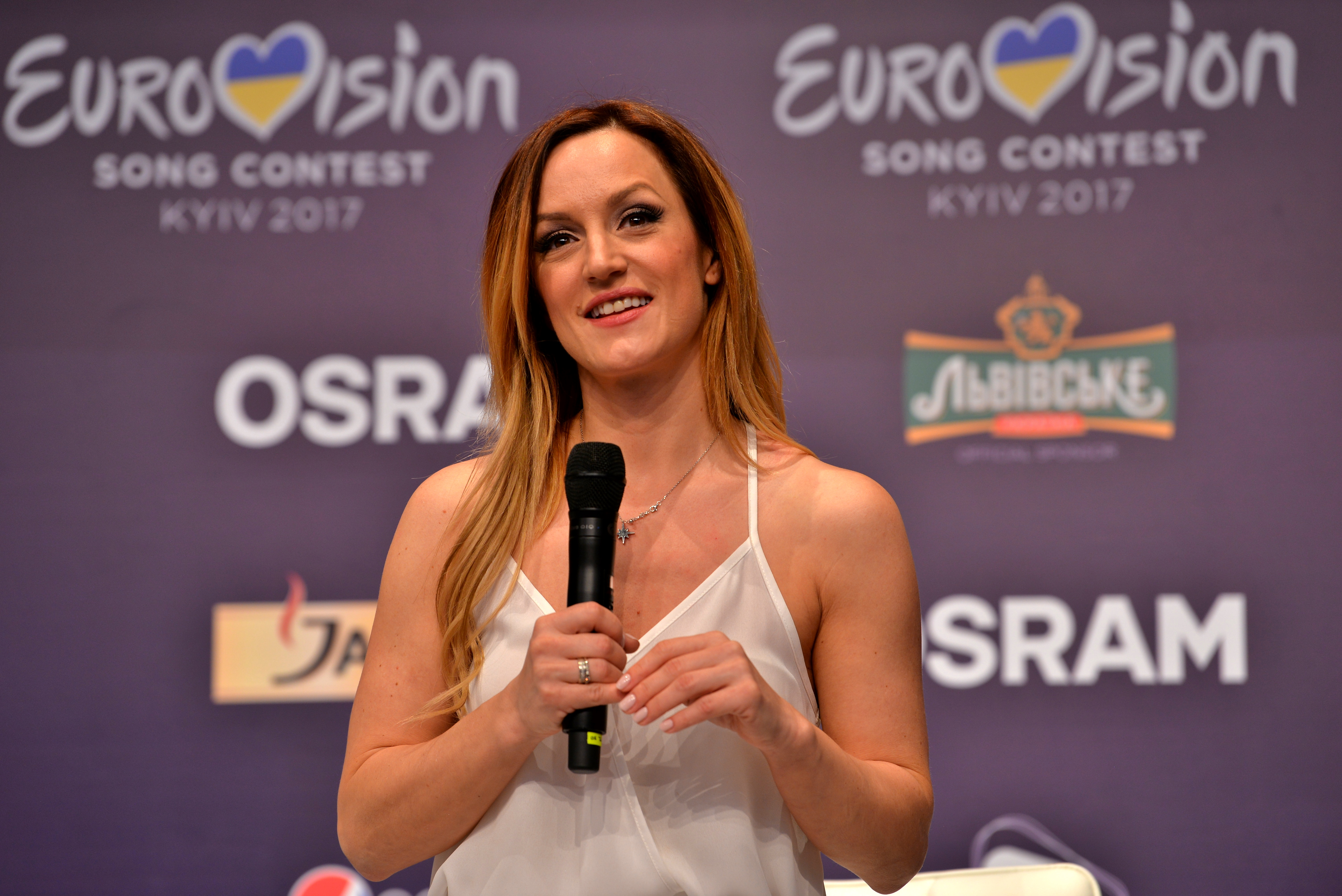
Tijana Bogićević (2017)

Tijana Bogićević (serbisch-kyrillisch Тијана Богићевић; * 1. November 1981 in Novi Sad, Serbien) ist eine serbische Sängerin. Sie vertrat Serbien beim Eurovision Song Contest 2017 in Kiew.

## Leben und Wirken
Bogićević begann schon in sehr frühem Alter zu singen und war, unter anderem, jahrelang Teil der Begleitband des Sängers Vladimir "Vlado" Georgiev. Größere Bekanntheit in Serbien erlangte die Künstlerin durch ihre Teilnahme am serbischen Vorentscheid Beovizija 2009 zum Eurovision Song Contest 2009. Zudem war sie Begleitsängerin der serbischen Kandidatin Nina beim Eurovision Song Contest 2011. Im Jahr 2013 erschien ihre erste Single Čudo. Im darauffolgenden Jahr startete sie zusammen mit Aleksa Jelić ein Duett mit dem Titel Jos jednom.
Am 27. Februar 2017 wurde die Sängerin vom serbischen Fernsehsender Radio-Televizija Srbije (RTS) intern ausgewählt, Serbien beim Eurovision Song Contest 2017 zu vertreten. Ihr Lied wurde von Borislav Milanov, Bo Persson, Johan Alkenas und Lisa Ann-Mari Linder geschrieben, welches im März 2017 veröffentlicht wurde. Das Autorenteam produzierte schon zusammen Beiträge für den ESC, wie zum Beispiel Rise Like a Phoenix von Conchita Wurst oder If Love Was a Crime von Poli Genowa aus dem Jahr 2016.
Mit dem Popsong In Too Deep konnte sie sich im zweiten Halbfinale nicht für das Finale qualifizieren.
Im Winter 2017 veröffentlichte Bogićević die Singles "Ti imaš pravo" und "Bezuslovno".
Im Jahr 2015 heiratete sie den US-amerikanischen Sänger Mark Robertson, aus Philadelphia, der unter dem Namen Sing-Sing auftritt. Das Paar lebt in Boston.

## Diskografie

### Alben
- 2018: Čudo

### Singles
- 2009: Pazi šta radiš
- 2010: Tražim
- 2012: Kada nisi tu
- 2013: Čudo
- 2013: Palim se na tebe (mit Flamingosi)
- 2014: Tijanina
- 2014: Stradam
- 2014: Sam od sutra
- 2014: Još jednom (mit Aleksa Jelić)
- 2015: Nekako nikako
- 2017: In Too Deep
- 2017: Ti imaš pravo
- 2017: Bezuslovno
- 2018: Dodirni me
- 2021: Hram (mit Damir Kedžo)